# Nord-Ouest de l'Espírito Santo
Le Nord-Ouest de l'Espírito Santo est l'une des quatre mésorégions de l'État de l'Espírito Santo. Elle regroupe 17 municipalités groupées en 3 microrégions.

## Données
La région compte 402 710 habitants pour 12 039 km2.

## Microrégions
La mésorégion du Nord-Ouest de l'Espírito Santo est subdivisée en 3 microrégions:
- Barra de São Francisco
- Colatina
- Nova Venécia